# Яйський округ
Я́йський округ (рос. Яйский округ) — муніципальний округ Кемеровської області Російської Федерації.
Адміністративний центр — селище міського типу Яя.

## Географія
Округ розташований на півночі Кемеровської області, його територія зі сходу оточує місто Анжеро-Судженськ. Межує з Яшкинським округом на заході, Іжморським округом на сході, Кемеровським округом на півдні, Томською областю на півночі. Головною водною артерією в окрузі є річка Яя з притоками Золотий Китат і Алчедат.
Великі лісові масиви, що чергуються з квітучими луговими просторами, відкривають можливості для заняття бджільництвом, утримання домашніх тварин, заготівлі дарів природи (грибів, ягід, папороті та черемші) для вживання в домашніх господарствах населенням.

## Історія
4 вересня 1924 року було утворено Судженський район. 2 березня 1932 року він був ліквідований, територія віддана в підпорядкування місту Анжеро-Судженськ. 18 січня 1935 року район був відновлений як Анжеро-Судженський район, але 20 липня 1936 знову ліквідований. Знову утворений як Анжеро-Судженський 22 лютого 1939 року. 4 травня 1949 центр району перенесено з Анжеро-Суджанська до селища Яя, назва лишилась старою.
У 1963 році територія району увійшла до нового Яйського сільського району. Яйський сільський район перетворено 1963 року в Яйський в ході реформи з укрупнення районів. 30 грудня 1966 року частина району відійшла до складу Іжморського району.
Станом на 2002 рік район поділявся на 1 селищну та 13 сільських рад:
| Поселення                    | Площа, км² | Населення, осіб (2002) | К-ть НП | Населені пункти                                                                       |
| ---------------------------- | ---------- | ---------------------- | ------- | ------------------------------------------------------------------------------------- |
| Яйська селищна рада          | -          | 13575                  | 1       | смт Яя                                                                                |
| Анжерська сільська рада      | -          | 1943                   | 6       | селища Безлісний, Красна Горка, Майський, Новостройка, Чиндатський, Щербиновка        |
| Бекетська сільська рада      | -          | 909                    | 2       | села Бекет, Яя-Борик                                                                  |
| Вознесенська сільська рада   | -          | 985                    | 5       | село Вознесенка, селище Новонікольське, присілки Ємельяновка, Михайловка, Соболиновка |
| Дачно-Троїцька сільська рада | -          | 1290                   | 3       | селища Донський, Судженка, Турат                                                      |
| Ішимська сільська рада       | -          | 626                    | 3       | села Верх-Великосельське, Ішим, присілок Тіхеєвка                                     |
| Кайлинська сільська рада     | -          | 1553                   | 6       | село Кайла, селища Воскресенка, Підсобний, присілки Данковка, Малиновка, Назаровка    |
| Кітатська сільська рада      | -          | 995                    | 5       | села Мальцево, Новоніколаєвка, селища Майський, Наша Родина, присілок Пономарьовка    |
| Мар'євська сільська рада     | -          | 1085                   | 3       | присілки Аришево, Мар'євка, Сергієвка                                                 |
| Судженська сільська рада     | -          | 982                    | 4       | село Судженка, селища Антоновка, Мальцево, присілок Ольговка                          |
| Улановська сільська рада     | -          | 1039                   | 3       | село Улановка, селище Димитрово, присілок Медведчиково                                |

Законом Кемеровської області від 17 грудня 2004 року Яйський район був наділений статусом муніципального району, в ньому було створено 10 муніципальних утворень. При цьому селище Красна Горка перейшло до складу Анжеро-Судженського міського округу.
5 серпня 2019 року Яйський муніципальний район був ліквідований, а всі утворення, що входили до його складу були перетворені шляхом об'єднання в Яйський муніципальний округ:
| Поселення                         | Площа, км² | Населення, осіб (2010) | Населення, осіб (2019) | К-ть НП | Населені пункти                                                                                |
| --------------------------------- | ---------- | ---------------------- | ---------------------- | ------- | ---------------------------------------------------------------------------------------------- |
| Яйське міське поселення           | 41,46      | 11782                  | 10494                  | 2       | смт Яя, селище Наша Родина                                                                     |
| Безлісне сільське поселення       | 197,90     | 1029                   | 606                    | 5       | селища Безлісний, Майський, Новостройка, Підсобний, Щербиновка                                 |
| Бекетське сільське поселення      | 220,38     | 810                    | 691                    | 4       | села Бекет, Верх-Великосельське, Яя-Борик, присілок Тіхеєвка                                   |
| Вознесенське сільське поселення   | 447,62     | 786                    | 507                    | 6       | село Вознесенка, селище Новонікольське, присілки Ємельяновка, Михайловка, Назаровка, Соболинка |
| Дачно-Троїцьке сільське поселення | 129,30     | 1070                   | 984                    | 3       | селища Судженка, Турат, Чиндатський                                                            |
| Кайлинське сільське поселення     | 238,83     | 1144                   | 860                    | 4       | село Кайла, селище Воскресенка, присілки Данковка, Малиновка                                   |
| Кітатське сільське поселення      | 698,51     | 725                    | 602                    | 5       | села Мальцево, Новоніколаєвка, селища Донський, Майський, присілок Пономарьовка                |
| Мар'євське сільське поселення     | 222,20     | 989                    | 908                    | 3       | присілки Аришево, Мар'євка, Сергієвка                                                          |
| Судженське сільське поселення     | 140,46     | 806                    | 658                    | 4       | село Судженка, селища Антоновка, Мальцево, присілок Ольговка                                   |
| Улановське сільське поселення     | 332,08     | 1242                   | 1042                   | 4       | села Ішим, Улановка, селище Димитрово, присілок Медведчиково                                   |

## Населення
Населення — 17652 особи (2019; 20383 в 2010, 24982 у 2002).

## Населені пункти
| №  | Населений пункт                 | Населення, осіб (2002) | Населення, осіб (2010) |
| -- | ------------------------------- | ---------------------- | ---------------------- |
| 1  | Антоновка, селище               | 13                     | 3                      |
| 2  | Аришево, присілок               | 144                    | 133                    |
| 3  | Безлісний, селище               | 488                    | 380                    |
| 4  | Бекет, село                     | 365                    | 260                    |
| 5  | Верх-Великосельське, село       | 106                    | 80                     |
| 6  | Вознесенка, село                | 544                    | 391                    |
| 7  | Воскресенка, селище             | 156                    | 107                    |
| 8  | Данковка, присілок              | 360                    | 270                    |
| 9  | Димитрово, селище               | 59                     | 41                     |
| 10 | Донський, селище                | 68                     | 19                     |
| 11 | Ємельяновка, присілок           | 313                    | 251                    |
| 12 | Ішим, село                      | 486                    | 378                    |
| 13 | Кайла, село                     | 834                    | 726                    |
| 14 | Майський (Безлісне сп), селище  | 182                    | 156                    |
| 15 | Майський (Кітатське сп), селище | 11                     | 10                     |
| 16 | Малиновка, присілок             | 61                     | 41                     |
| 17 | Мальцево, село                  | 172                    | 90                     |
| 18 | Мальцево, селище                | 59                     | 38                     |
| 19 | Мар'євка, присілок              | 584                    | 533                    |
| 20 | Медведчиково, присілок          | 79                     | 68                     |
| 21 | Михайловка, присілок            | 3                      | 0                      |
| 22 | Назаровка, присілок             | 106                    | 75                     |
| 23 | Наша Родина, селище             | 127                    | 94                     |
| 24 | Новоніколаєвка, село            | 660                    | 588                    |
| 25 | Новонікольське, селище          | 31                     | 13                     |
| 26 | Новостройка, селище             | 203                    | 175                    |
| 27 | Ольговка, присілок              | 241                    | 201                    |
| 28 | Підсобний, селище               | 36                     | 24                     |
| 29 | Пономарьовка, присілок          | 25                     | 18                     |
| 30 | Сергієвка, присілок             | 357                    | 323                    |
| 31 | Соболинка, присілок             | 94                     | 56                     |
| 32 | Судженка, село                  | 669                    | 564                    |
| 33 | Судженка, селище                | 749                    | 596                    |
| 34 | Тіхеєвка, присілок              | 34                     | 26                     |
| 35 | Турат, селище                   | 473                    | 403                    |
| 36 | Улановка, село                  | 901                    | 755                    |
| 37 | Чиндатський, селище             | 81                     | 71                     |
| 38 | Щербиновка, присілок            | 355                    | 294                    |
| 39 | Яя, селище міського типу        | 13575                  | 11688                  |
| 40 | Яя-Борик, село                  | 544                    | 444                    |